# بدرود جهان
بدرود جهان (انگلیسی: Goodbye World) فیلمی در ژانر کمدی-درام است که در سال ۲۰۱۳ منتشر شد.